# Pierre Honoré Bories de Castelpers
Pour les articles homonymes, voir Bories et Castelpers.
Pierre Honoré Bories de Castelpers (1760 - 1826) est un général de brigade de la Révolution française.

## Biographie
Né le 31 décembre 1760 à Castres (Tarn), Pierre Honoré Bories de Castelpers entre en service comme dragon au régiment de Condé-cavalerie le 9 mai 1784, à l'âge de 24 ans. 
Après avoir quitté l'armée quelque temps, il revient en service lors de la Révolution française. Il est ainsi affecté en tant que capitaine dans le 2e bataillon de volontaires du Tarn le 15 avril 1791. Il devient ensuite commandant de ce bataillon le 6 juillet 1792. Il fait en cette qualité les campagnes de l’armée des Pyrénées-Occidentales, en commandant constamment l’avant-garde de sa division. Il est blessé d’un coup de feu à la jambe droite le 5 février 1794, ce qui lui vaut sa nomination au grade de général de brigade le 9 juin 1794. 
Après la paix de Bâle contre l'Espagne, il est employé dans la 20e division militaire. Il quitte le service actif et rentre dans ses foyers en 1797. Il reste ainsi dans l’inaction pendant toute la période du Premier Empire. 
En 1814, il est remis en activité comme maréchal de camp par le nouveau roi Louis XVIII et en 1815, il refuse de prendre parti pour Napoléon pendant les cent jours.
En juillet 1815, il se range parmi les fidèles sujets du roi mais ne joue plus aucun rôle militaire jusqu’à sa mort, survenue le 27 avril 1826 à Espelette (Basses-Pyrénées).

## Sources